# Твердочернильный принтер
Твердочернильный принтер — принтер, использующий для печати брикеты твердых чернил, соответствующие CMYK. Твердочернильная технология разработана компанией Tektronix в 1986 году. В 2000 компания Xerox приобрела соответствующее подразделение Tektronix вместе с правами на все разработки в области твердочернильной печати. В настоящее время твердочернильные принтеры выпускаются компанией Xerox (линейки ColorQube и Phaser).

## Механизм и принцип работы
Брикеты чернил загружаются в принтер. Брикеты разных цветов отличаются по форме, что позволяет избежать ошибки при загрузке чернил. Расходные материалы можно подгружать без прерывания печатного процесса.
После включения принтер расплавляет часть чернил, которые затем поступают в неподвижную печатающую головку. Головка наносит изображение на вращающийся барабан из анодированного алюминия, покрытый силиконовой смазкой. Затем в трей подаётся слегка подогретый лист бумаги, который прижимается к барабану специальным роликом. Изображение переносится на бумагу в один проход, благодаря чему печать может осуществляться с высокой скоростью.
Поскольку конструкция твердочернильных принтеров проще конструкции лазерных, и количество подвижных элементов в ней сведено к минимуму, надёжность такого устройства существенно выше, а необходимость в техническом обслуживании возникает реже. Время работы твердочернильного принтера до замены барабана в среднем составляет 5 лет.

## Сфера применения
Расплавленные чернила в принтере необходимо поддерживать в жидком состоянии. Повторно застывшие чернила уже не могут обеспечить безупречное качество изображения, поэтому перед началом работы они расплавляются и сливаются в контейнер для сбора отработанных материалов. В связи с этим рекомендуется по возможности постоянно держать твердочернильный принтер подключённым к сети, чтобы избежать потерь красителя.
С учётом этой особенности, а также относительно высокой начальной стоимости и производительности твердочернильные принтеры чаще всего применяются в офисах для печати цветных документов.

## Преимущества твёрдочернильных принтеров
- Твёрдочернильные принтеры устойчивы к износу за счёт простоты конструкции. Качество печати остаётся стабильным, не деградирует с течением времени.
- Использование твердых чернил на основе воска обеспечивает яркость, насыщенность цветов, равномерность нанесения изображения,[4] придаёт отпечатку глянец.
- Твёрдочернильные аппараты способны печатать на широком диапазоне носителей, в том числе и бумаге различной плотности, картоне, плёнке и т. д. без потери качества.
- При длительной эксплуатации твёрдочернильного принтера стоимость владения заметно снижается. Ряд моделей позволяет добиться снижения себестоимости цветной печати до уровня монохромной.[5]

## Недостатки твёрдочернильных принтеров
- Необходимость постоянного подключения к электросети и, как следствие, расход электроэнергии.
- Расход чернил при перезапуске принтера.
- Неустойчивость отпечатков к высоким температурам (более 125 °C). На твёрдочернильной распечатке запрещено допечатывать лазерным принтером.